# Coccolithophyceae
Coccolithophyceae, razred kromista dio koljena Haptophyta.  Sastoji se od 13 imenovanih redova sa 1 416 vrsta.

## Redovi i broj vrsta
1. Arkhangelskiales Bown & Hampton 1997, 14
2. Braarudosphaerales M.P.Aubry 38
3. Coccolithales Schwarz 1932, 297
4. Coccolithophyceae ordo incertae sedis, 215
5. Discoasterales, 101
6. Eiffellithales Rood et al., 1971, 84
7. Isochrysidales Pascher 1910, 65
8. Phaeocystales Medlin in Edvardsen & al., 2000, 10
9. Podorhabdales Rood et al., 1971, 94
10. Prymnesiales Papenfuss 1955, 83
11. Stephanolithiales Bown and Young, 1997, 35
12. Syracosphaerales W.W.Hay 1977, 160
13. Watznaueriales Bown, 1987, 21
14. Zygodiscales J.R.Young & P.R.Bown 1997, 199